# Solanum ferrugineum
Solanum ferrugineum là loài thực vật có hoa trong họ Cà. Loài này được Jacq. miêu tả khoa học đầu tiên năm 1798.